# 2008 dans le catholicisme
Chronologie du catholicisme
- 2004
- 2005
- 2006
- 2007
- 2008
- 2009
- 2010
- 2011
- 2012

Cet article présente les faits marquants de l'année 2008 dans le catholicisme.

## Évènements
- 15 au 20 avril : voyage apostolique du pape aux États-Unis.
- 15 au 22 juin : Congrès eucharistique international à Québec.
- 15 au 20 juillet : réunion des Journées mondiales de la jeunesse à Sydney.
- 12 au 15 septembre : voyage apostolique du pape en France.
  - 12 septembre : le pape Benoît XVI s'adresse au monde de la culture au Collège des Bernardins.
  - 14 et 15 septembre : visite du pape Benoît XVI à Lourdes.
- 5 octobre : ouverture du XIIe synode des évêques sur la Parole de Dieu.
- 12 octobre : canonisation de Narcisse de Jésus Martillo Morán, Marie Bernarde Bütler, Gaétan Errico et Alphonsine de l’Immaculée.
- 13 octobre : fondation de l'Académie catholique de France.
- 19 octobre : béatification de Louis et Zélie Martin.

## Décès

### Janvier
- 8 janvier : Jacques Langlais, prêtre et historien canadien (° 8 juillet 1921)
- 15 janvier : Eduardo Hontiveros, prêtre jésuite, compositeur et musicien philippin (° 20 décembre 1923)
- 25 janvier : 
  - Andreas Hönisch, prêtre et fondateur allemand (° 3 octobre 1930)
  - Édouard Massaux, prêtre, enseignant et théologien belge (° 27 septembre 1920)
- 30 janvier : Marcial Maciel Degollado, prêtre mexicain, fondateur de la Légion du Christ (° 10 mars 1920)

### Février
- 20 février : Bernard Quinquet, prêtre français, engagé auprès des familles et des jeunes (° 17 septembre 1920)
- 21 février : Paul Carrière, prélat français, évêque de Laval (° 30 mars 1908)
- 28 février : Gérard Calvet, moine bénédictin français, fondateur et premier abbé de l'abbaye Sainte-Madeleine du Barroux (° 18 novembre 1927)

### Mars
- 3 mars : Meinrad Hebga, prêtre jésuite et anthropologue camerounais (° 31 mars 1928)
- 6 mars : Peter Poreku Dery, cardinal ghanéen, premier archevêque de Tamale (en) (° 10 mai 1918)
- 8 mars : José Ignacio Tellechea Idígoras, prêtre, théologien et historien espagnol (° 13 avril 1928)
- 14 mars : 
  - Chiara Lubich, militante catholique italienne, fondatrice du Mouvement des Focolari (° 22 janvier 1920)
  - Pierre Mamie, prélat suisse, évêque de Lausanne, Genève et Fribourg (° 4 mars 1920)
- 20 mars : John W. Gran, prélat norvégien, évêque d'Oslo (° 5 avril 1920)
- 22 mars : Adolfo Antonio Suárez Rivera, cardinal mexicain, archevêque de Monterrey (° 9 janvier 1927)
- 26 mars : Germain Lemieux, prêtre jésuite, folkloriste québécois et franco-ontarien (° 5 janvier 1914)
- 28 mars : Pierre Guichou, prêtre, bibliste et traducteur français de la Bible en breton (° 11 novembre 1915)
- Date incertaine : Paulos Faraj Rahho, prélat catholique irakien de rite chaldéen, archevêque de Mossoul, assassiné (° 20 novembre 1942)

### Avril
- 7 avril : Frank Little, prélat australien, archevêque de Melbourne (° 30 novembre 1925)
- 10 avril : Ernest Corripio Ahumada, cardinal mexicain, archevêque de Mexico (° 29 juin 1919)
- 19 avril : Alfonso López Trujillo, cardinal colombien de la Curie (° 8 novembre 1935)
- 20 avril : 
  - Adelir Antônio de Carli, prêtre brésilien mort durant une tentative pour réaliser un vol à l'aide d'une grappe de ballons gonflés à l'hélium (° 8 février 1967)
  - Goulven Madec, prêtre assomptionniste et historien de la philosophie français (° 31 octobre 1930)
- 24 avril : André Levesque, prêtre, philosophe et sociologue français, cofondateur de la Mission de France (° 29 juillet 1909)
- 30 avril : Heinrich Gross, théologien exégète et enseignant allemand (° 13 septembre 1916)

### Mai
- 13 mai : Bernardin Gantin, cardinal béninois de la Curie (° 8 mai 1922)
- 17 mai : Pierre Boisard, syndicaliste chrétien français (° 19 janvier 1928)

### Juin
- 10 juin : Elmar Maria Kredel, prélat allemand, archevêque de Bamberg (° 24 février 1922)
- 25 juin :	Louis Kuehn, prélat français, évêque de Meaux (° 23 mars 1922)

### Juillet
- 9 juillet : Denis Grivot, prêtre, historien de l'art et maître de chapelle français (° 3 novembre 1921)
- 10 juillet : Henri Chandavoine, prêtre, conservateur et auteur français (° 5 août 1921)
- 19 juillet : Bernard Coutant, prêtre, peintre et historien français (° 13 août 1920)

### Août
- 8 août : Joseph Gelineau, prêtre jésuite, compositeur et liturgiste français (° 31 octobre 1920)
- 14 août : Marius Maziers, prélat français, archevêque de Bordeaux (° 1er mars 1915)
- 16 août :	Michel Coppenrath, prélat français, archevêque de Papeete (° 4 juin 1924)
- 24 août : Paul Schruers, prélat belge, évêque de Hasselt (° 25 octobre 1929)

### Septembre
- 6 septembre : Antonio Innocenti, cardinal italien de la Curie (° 23 août 1915)
- 15 septembre : 
  - Angelo Angioni, prêtre, missionnaire au Brésil, fondateur et serviteur de Dieu italien (° 14 janvier 1915)
  - Joseph Lemarié, moine bénédictin et liturgiste français (° 27 juillet 1917)
- 20 septembre : Corrado Balducci, prêtre, exorciste et théologien italien (° 11 mai 1923)
- 28 septembre : Pierre Patriarca, prêtre et éducateur français (° 18 novembre 1924)

### Octobre
- 13 octobre : 
  - Antonio José González Zumárraga, cardinal équatorien, archevêque de Quito (° 18 mars 1925)
  - Iratzeder, moine bénédictin français, poète de langue basque (° 4 janvier 1920)
- 19 octobre : Henri-Marie Guilluy, prêtre et moine français, fondateur de la congrégation Notre-Dame d'Espérance (° 5 décembre 1911)
- 20 octobre : Sœur Emmanuelle, religieuse, missionnaire, écrivaine et enseignante franco-belge (° 16 novembre 1908)
- 22 octobre : Ernest Kombo, prélat congolais, évêque d'Owando (° 27 mai 1941)
- 26 octobre : Michele Piccirillo, moine franciscain, archéologue et historien italien (° 18 novembre 1944)

### Novembre
- 18 novembre : Manuel Castro Ruiz, prélat mexicain, archevêque du Yucatán (° 9 novembre 1918)

### Décembre
- 8 décembre : Marcel Petit, prêtre et éditeur français, spécialisé dans la littérature en langue d'oc (° 9 janvier 1920)
- 12 décembre : Avery Dulles, cardinal jésuite et théologien américain (° 24 août 1918)